# Marek Ženíšek
 (décembre 2024).
Si vous disposez d'ouvrages ou d'articles de référence ou si vous connaissez des sites web de qualité traitant du thème abordé ici, merci de compléter l'article en donnant les références utiles à sa vérifiabilité et en les liant à la section « Notes et références ».
Marek Ženíšek, né le 26 novembre 1978 à Plzeň, est un universitaire et homme politique tchèque.
Il est membre du mouvement politique tchèque TOP 09.